# Pucrasia
Pucrasia is een geslacht van vogels uit de familie fazantachtigen (Phasianidae).

## Soorten
Het geslacht kent de volgende soort:
- Pucrasia macrolopha – Koklasfazant